# 夜半鬼抱我
《夜半鬼抱我》（英語：A Nightmare on Elm Street 2: Freddy's Revenge）是1985年上映的美國超自然砍杀电影，導演為傑克·史荷特、電影劇本由David Chaskin負責。本作是《半夜鬼上床》的續集。本作講述因十歲的傑西·沃爾什反覆夢到弗莱迪·克鲁格有關的惡夢，而全家搬到首集電影主角南希·湯普森的故居，故事以此進行展開。

## 外部連結
- 互联网电影数据库（IMDb）上《夜半鬼抱我》的资料（英文）
- AllMovie上《夜半鬼抱我》的资料（英文）
- Box Office Mojo上《夜半鬼抱我》的資料（英文）